# The Grey Parasol
The Grey Parasol è un film muto del 1918 diretto da Lawrence C. Windom. La sceneggiatura si basa sull'omonimo racconto di Fred Jackson pubblicato su Live Stories nel gennaio 1918. Prodotto dalla Triangle Film Corporation, aveva come interpreti Claire Anderson, Wellington Cross, Joseph Bennett, Ed Brady.

## Trama
Hamilton Hill incontra in un negozio per la riparazione degli ombrelli una bella ragazza, Estelle Redding, salvandola poco dopo dall'aggressione di due teppisti malintenzionati. La ragazza ha, nascosta nel manico del suo ombrellino grigio, la formula del Coalex, un composto sostitutivo del carbone sul quale il trust dell'industria carbonifera cerca di mettere sopra le mani. Edward, uno dei due assalitori, dice a Hamilton che Estelle è un'agente tedesca ma il giovane, ormai invaghito della ragazza, non gli dà credito. Lei affida al suo nuovo amico il parasole ma quando Edward, che si scopre essere il fratello di Estelle, strappa dalle mani di Hamilton l'ombrello in cerca della formula, si scopre che questa è sparita, sottratta in precedenza dalla stessa Estelle senza che nessuno se ne accorgesse. Due uomini, agenti tedeschi, si presentano alla ragazza e, spacciandosi per agenti del governo, riescono quasi a farsi consegnare la preziosa formula. Ma Hamilton, accompagnato da Edward, che si è pentito delle sue male azioni, giunge in tempo a salvarla. La formula viene consegnata in buone mani, a veri funzionari governativi, e Hamilton ed Estelle ora possono dedicarsi a vicende decisamente più romantiche.

## Produzione
Il film fu prodotto dalla Triangle Film Corporation.

## Distribuzione
Distribuito dalla Triangle Distributing, il film uscì nelle sale cinematografiche statunitensi il 22 settembre 1918. Venne recensito anche con il titolo The Gray Parasol.
Non si conoscono copie ancora esistenti della pellicola che viene considerata presumibilmente perduta.